# Jakob Byström
Jakob Jakobsson Byström, född 15 maj 1857 i Skorpeds församling, Västernorrlands län, död 21 augusti 1947 i Gustav Vasa församling, Stockholms stad, var en svensk predikant, redaktör, riksdagsman och psalmförfattare.

## Biografi
Byström studerade vid Betelseminariet och vid Madison University (nuvarande Colgate University) i Hamilton, Madison County, i staten New York i USA. Han blev därefter predikant i Eskilstuna baptistförsamling. Byström blev senare även redaktör för Svenska härolden och Svenska baptistsamfundets dåvarande tidning Veckoposten. Han använde i sitt skrivarbete ofta signaturen J. B-m.. Byström var även sekreterare för Svenska baptistsamfundets så kallade yttre mission, ledamot i dess styrelse och i styrelsen för Betelseminariet, samt i Baptisternas världsallians. Han var även Svenska baptistsamfundets representant vid Ekumeniska mötet i Stockholm 1925 och var medlem i Allmänkyrkliga världssamfundet. Byström finns representerad med en psalm i Den svenska psalmboken 1986.
Han var även aktiv inom Blåbandsrörelsen och har författat en rad skrifter i såväl religions- som nykterhetsfrågor.
Jakob Byström är begravd på Norra begravningsplatsen utanför Stockholm.

## Politik
Byström var liberal riksdagsledamot, invald i andra kammaren 1897–1914 och 1916–1917 (för Stockholms stads valkrets till 1911 och därefter för Stockholms stads andra valkrets). Vid invalet i riksdagen anslöt han sig till den liberala partigruppen Folkpartiet, som år 1900 uppgick i Liberala samlingspartiet. I riksdagen var han bland annat engagerad i nykterhets- och religionsfrihetsfrågor.

## Psalmer
- Hur ljuvligt det är att möta (Segertoner 1930 nr 88, Den svenska psalmboken 1986 nr 301) översatt från norska 1903
- O Herre, låt din ära (Svenska Missionsförbundets sångbok 1920 nr 631)